# 傑出的女性
《傑出的女性》（英語：Marked Woman）是一部於1937年上映的美國犯罪劇情片。該片由华纳兄弟放行，由勞埃德·培根執導，並由贝蒂·戴维斯、亨弗莱·鲍嘉、洛拉·蓮恩、伊莎貝爾·傑威爾、羅薩林·馬基斯、梅奧·米托特、珍·布萊恩、爱德华多·钱内利和亞倫·詹金斯出演。《傑出的女性》取景在曼哈頓黑社會，並講述了一名女性敢於站起來成為該市最強大的犯罪集團之一。
這部電影對華納兄弟為一項重大成功，也是戴維斯最重要的早期電影之一。戴維斯曾對華納公司提起訴訟，抗議公司大概只讓她飾演質量差的劇本。雖然輸了訴訟，
她獲得了媒體的廣泛報導，而《傑出的女性》是她重返好萊塢後的第一部劇本。據報導她對劇本感到很開心，而它給她帶來了巨大的可能性。杰克·华纳說他跟對戴維斯的巨大公眾反映一樣開心 ，據說他正確地預言他會增加她電影的吸引力和盈利。
據報導，亨弗莱·鲍嘉和梅奧·米托特因拍攝《傑出的女性》相識，並於1938年結婚。

## 背景
儘管影片開頭沒有否認該故事是虛構的，但《傑出的女人》輕微改編自曼哈頓地區檢察官托马斯·杜威在現實生活中的打擊犯罪行為，他在1930年代成為全國名人，並且由於他在紐約市打擊有組織犯罪的鬥爭，在1940年代兩次當選共和黨總統候選人。杜威起訴並定罪了幾名著名黑幫。他最大的成就是定罪整個曼哈頓有組織的犯罪老闆查理·盧西安諾。杜威利用眾多應召女郎和女警的證詞，定罪盧西亞諾為皮條客，並經營美國歷史上最大的賣淫團伙之一。杜威的戲劇性成就讓好萊塢電影製片廠拍了幾部關於他的功績的電影。《傑出的女人》是當中最突出的電影。亨弗莱·鲍嘉的角色大衛·格雷厄姆是以杜威為原型。
華納兄弟從盧西亞諾的《自由》系列買下製作權，但被迫改動故事，例如因為審查制度的考慮，將女人的職業從妓女改至「夜總會主持人」。

## 角色

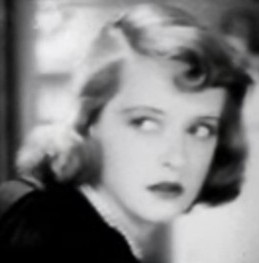
贝蒂·戴维斯飾演瑪麗

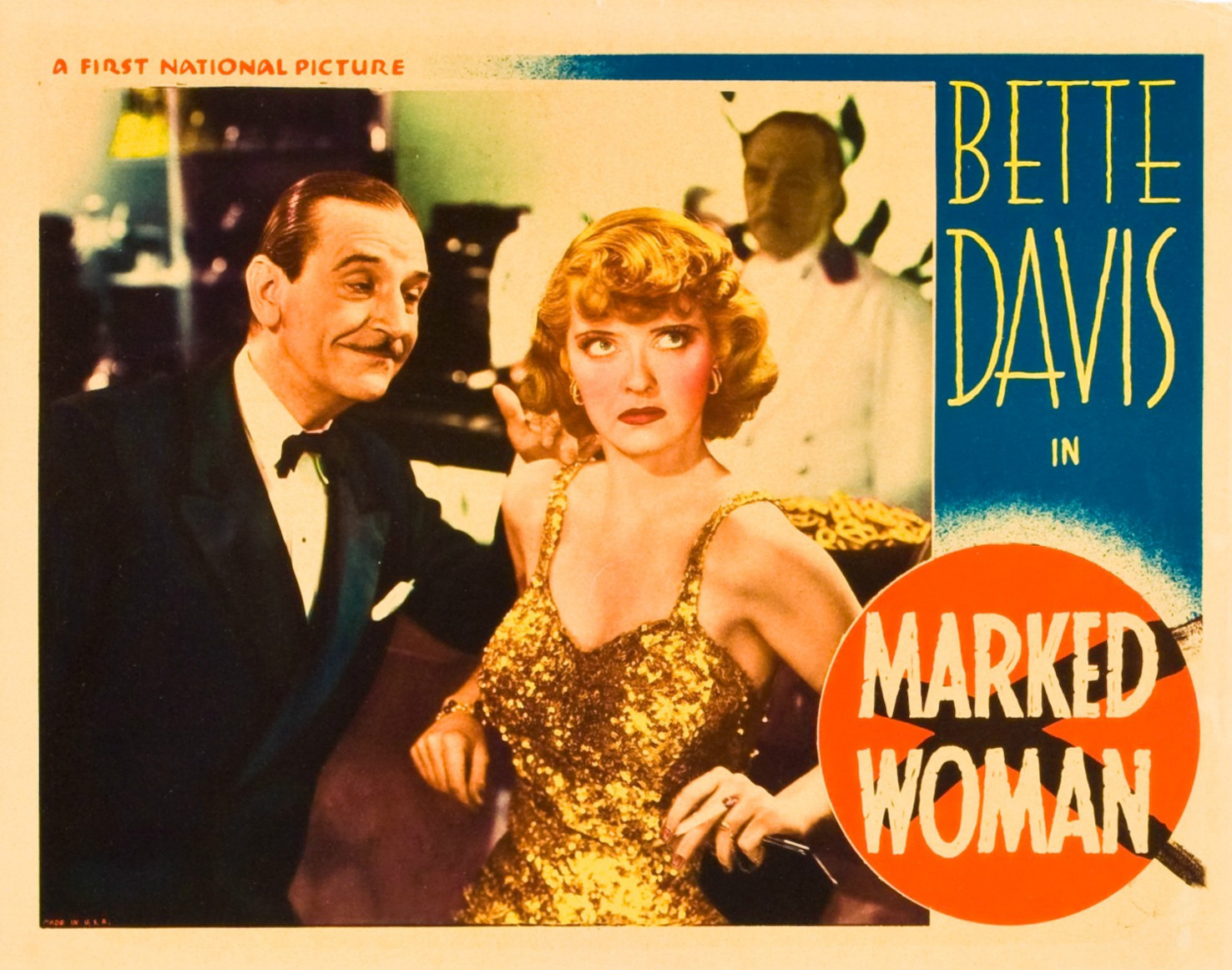
大堂畫片

- 贝蒂·戴维斯 飾 瑪麗·德懷特·施特勞貝爾
- 亨弗莱·鲍嘉 飾 大衛·格雷厄姆
- 洛拉·蓮恩（英语：Lola Lane (actress)） 飾 多蘿西·“加比”·馬文
- 伊莎貝爾·傑威爾（英语：Isabel Jewell） 飾 艾米·盧·伊根
- 梅奧·米托特（英语：Mayo Methot） 飾 埃斯特爾·波特
- 爱德华多·钱内利（英语：Eduardo Ciannelli） 飾 約翰尼·范甯
- 羅薩林·馬基斯（英语：Rosalind Marquis） 飾 弗洛里·利吉特
- 珍·布萊恩（英语：Jane Bryan） 飾 貝蒂·斯特勞伯
- 亞倫·詹金斯（英语：Allen Jenkins） 飾 路易
- 達米安·奧弗萊恩 飾 拉爾夫·克勞福德
- 約翰·利泰（英语：John Litel） 飾 喬登
- 班·韋爾登（英语：Ben Welden） 飾 查理·德萊尼
- 亨利·歐尼爾（英语：Henry O'Neill） 飾 地方檢察官亞瑟·謝爾頓
- 雷蒙德·哈頓（英语：Raymond Hatton） 飾 范甯的律師
- 威廉·B·戴維森（英语：William B. Davidson） 飾 鮑勃·克蘭德爾
- 肯尼斯·哈蘭（英语：Kenneth Harlan） 飾 大款埃迪
- 卡洛斯·桑·馬丁 飾 服務生領班

演員紀錄
- 爱德华多·钱内利與查理·盧西安諾樣子有點相像[2]。
- 海米·馬克斯在電影飾演名為喬的犯罪團體成員，而吸引了執行監製哈爾·沃里斯，他覺得馬克斯看起來還不夠凶險，儘管馬克斯是前黑幫成員和查理·盧西安諾的黨羽，他因為這層關係而被導演專門找來參與電影[3]。
- 沃里斯曾找珍·惠曼飾演弗洛里[1]。

## 製作
《傑出的女人》於1936年12月9日在華納公司伯班克的工作室進入製作，並名為《背後的男人》。導演麥可·寇蒂斯當勞埃德·培根蜜月時代替了他。
當戴維斯在病房那一幕進行現場化妝時，她對所用的最小繃帶不滿意，所以在午休時間，她開車去私人醫生，描述了劇本的角色所遭受的傷害，讓他包紮她。當她回到工作室時，門口的一名警衛看到她的繃帶，並打電話給執行監製哈爾·沃里斯告訴戴維斯出事了。
華納於1947年重新發行《傑出的女人》。

## 獎項與榮譽
贝蒂·戴维斯在1937年威尼斯电影节贏得沃爾庇杯最佳女演員獎。導演勞埃德·培根入圍1937年墨索里尼杯。

## 外部鏈接
- 互联网电影数据库（IMDb）上《傑出的女性》的资料（英文）
- TCM电影资料库上《傑出的女性》的资料（英文）
- AllMovie上《傑出的女性》的资料（英文）
- 爛番茄上《傑出的女性》的資料（英文）